# Pellaea falcata
Pellaea falcata es una especie de helecho de la familia botánica Pteridaceae. Es originaria del este de Australia. A menudo, se ven en la costa en los bosques de eucalyptus y la selva lluviosa. Se distribuyen por Tasmania, Victoria, Nueva Gales del Sur y Queensland. También en la Isla Lord Howe.

## Descripción
Las frondas generalmente alcanzan un tamaño de 37 a 105 cm de largo. Las frondas tienen entre 27 a 65 hojas, a veces más. Estos foliolos tienen un tallo corto o están sin tallo, son de forma oblongas a oblongo estrechos de 22 a 56 mm de largo, y de 5 a 12 mm de ancho.

## Usos
Pellaea falcata se cultiva como planta ornamental en jardines.

## Taxonomía
Pellaea falcata fue descrita por Antoine Laurent Apollinaire Fée y publicado en Memoires sur les Familles des Fourgeres 5: 129. 1852.
Sinonimia
- Pteris falcata R.Br.
- Platyloma falcata (R.Br.) J.Sm.
- Allosorus falcatus (R.Br.) Kunze[3]